# Erythrina lysistemon

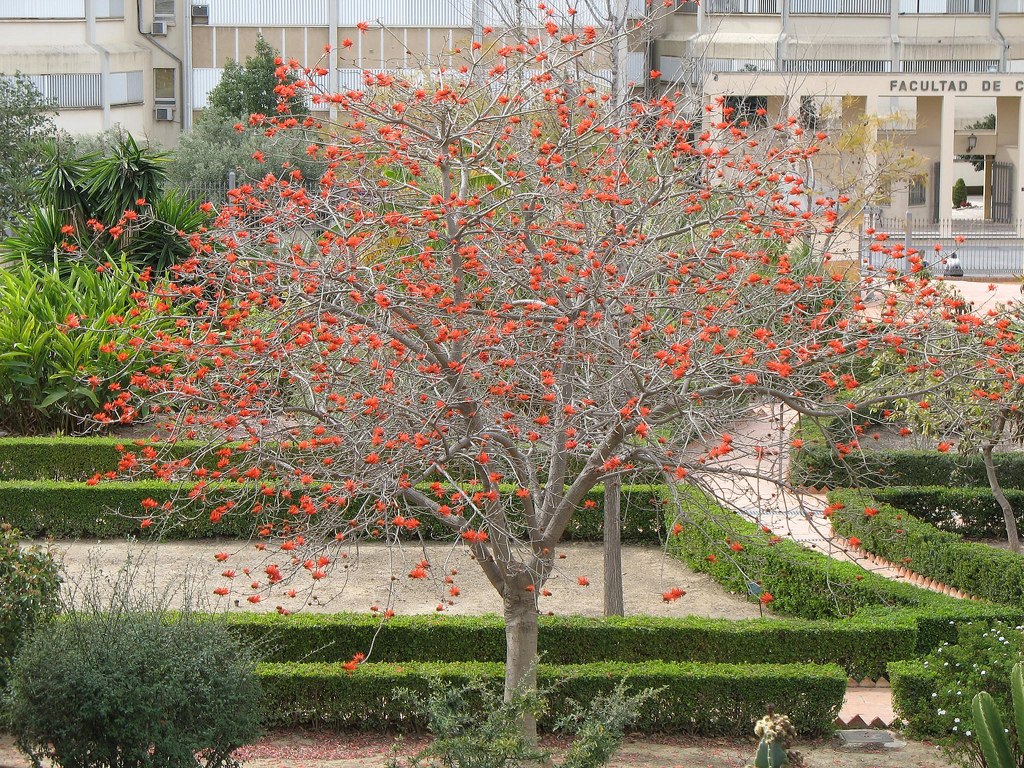
Vista de la planta

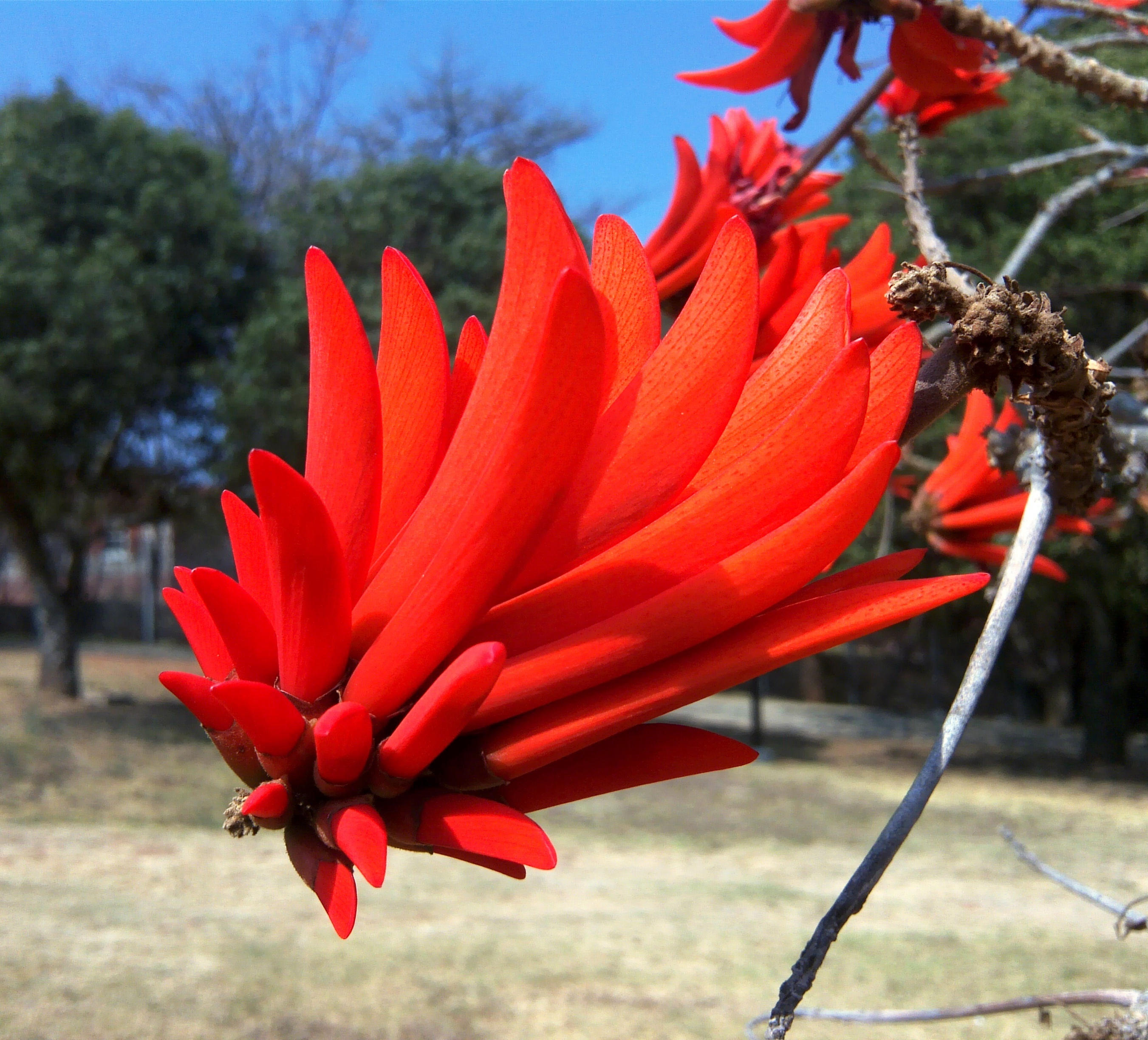
Detall de la flor

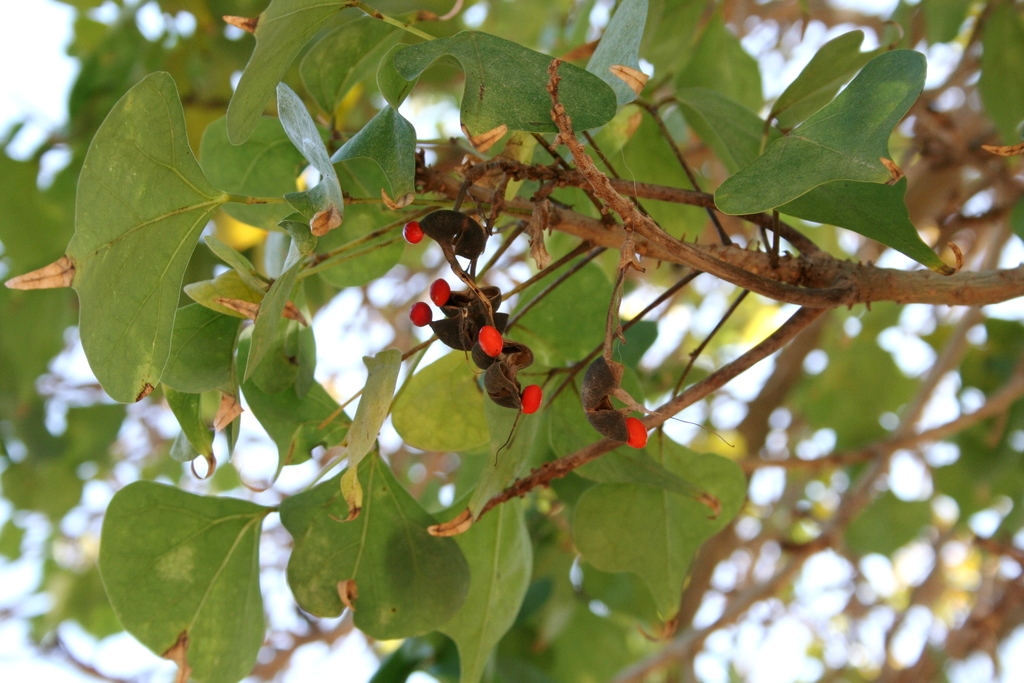
Fulles i fruits

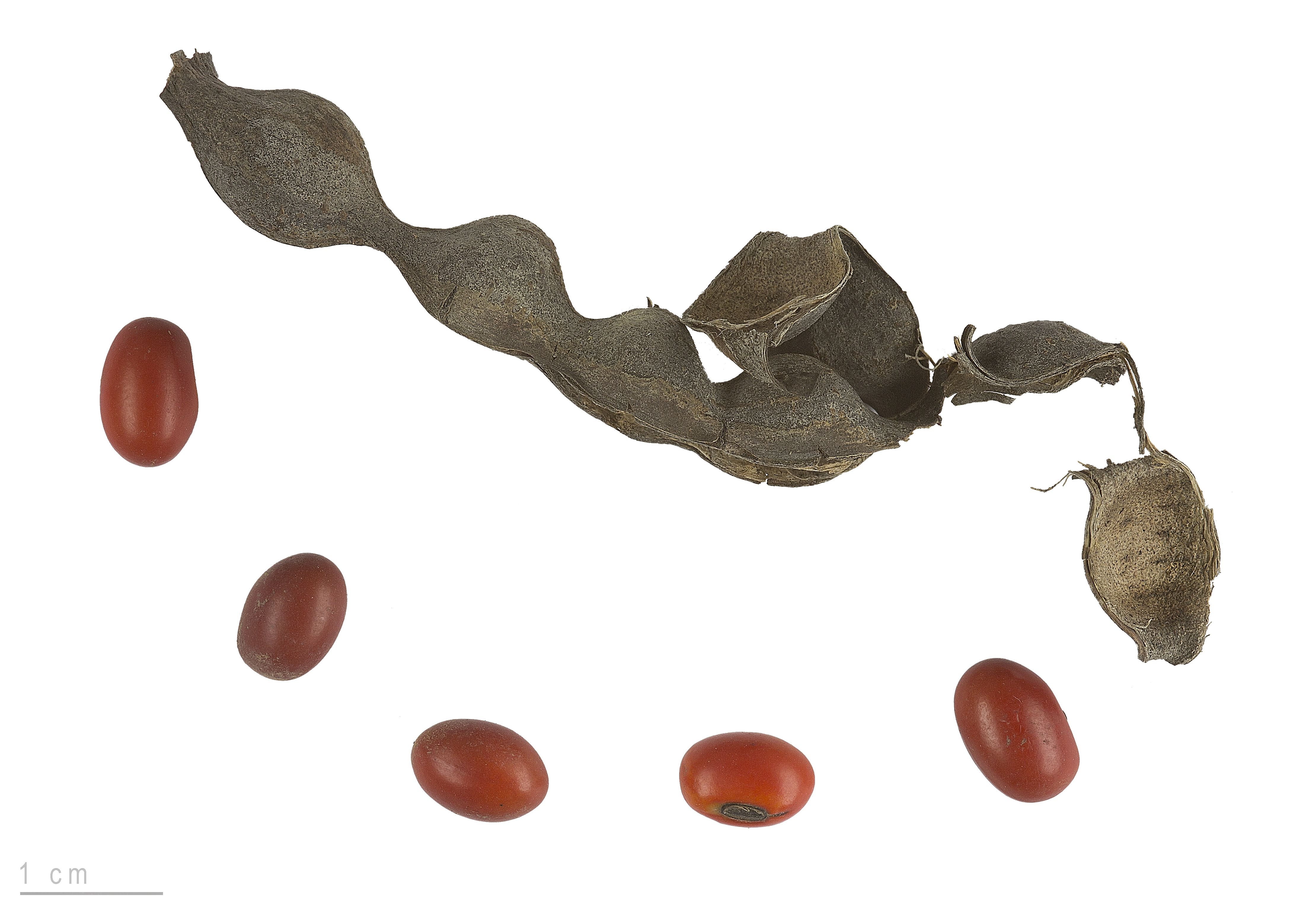
Erythrina lysistemon

Erythrina lysistemon és un arbre caducifoli nadiu de Sud-àfrica de la família de les Fabòidies. Es cultiva regularment com a arbre per a jardins i parcs, i molts pobles consideren aquest arbre medicinal i màgic. Creix a diversos hàbitats: des de zones boscoses seques i matollars litorals fins a sabanes i zones de dunes.
Mesura entre 9 i 12 m d'alçada, i té espines corbades per tot el tronc i branques. Les seves fulles són compostes amb 3 folíols molt amples. La vena central és espinosa. L'arbre es troba sense fulla durant la meitat de l'any, però el més espectacular d'aquest arbre és la seva flor color escarlata. Creix agrupada en raïms abans que apareguin les fulles. Floreix a finals de l'hivern i principis de primavera.
Aquest arbre té una gran importància ecològica: És llar de nombrosos animals, aus i insectes. A més, el rinoceront negre i els elefants en mengen les fulles i l'escorça. També ha estat arbre real i es plantava en les tombes dels reis zulus. La floració d'aquest arbre era auguri de bona collita. Les seves fulles, l'escorça o arrels s'han utilitzat per cataplasmes i infusions.
El nom d'"erythrina" prové del grec erythros que vol dir "vermell", i "lysistemon" vol dir "amb pèrdua dels estams".